# Ingo Weißenborn
Ingo Weißenborn (Bernburg, 1963. november 29. –) olimpiai és világbajnok német tőrvívó. 1992-ben elnyerte a Bambi-díjat.

## Sportpályafutása
1992-ben a barcelonai olimpián aranyérmet szerzett Udo Wagnerrel, Ulrich Schreckkel, Thorsten Weidnerrel és Alexander Kochhal a tőr csapatversenyben.